# Теляженское сельское поселение
Теля́женское се́льское поселе́ние — муниципальное образование в Верховском районе Орловской области Российской Федерации.
Административный центр — село Теляжье.

## История
Статус и границы сельского поселения установлены Законом Орловской области от 19 ноября 2004 года № 446-ОЗ «О статусе, границах и административных центрах муниципальных образований на территории Верховского района Орловской области».

## Население
| 2010 | 2012 | 2013 | 2014 | 2015 | 2016 | 2017 |
| ---- | ---- | ---- | ---- | ---- | ---- | ---- |
| 973  | ↘929 | ↘882 | ↘857 | ↘824 | ↘787 | ↘760 |
| 2018 | 2019 | 2020 | 2021 | 2023 |      |      |
| ↘737 | ↘731 | ↘712 | ↘705 | ↘683 |      |      |

## Состав сельского поселения
| № | Населённый пункт | Тип населённого пункта       | Население |
| - | ---------------- | ---------------------------- | --------- |
| 1 | Красное          | село                         | 52        |
| 2 | Кручь            | посёлок                      | 15        |
| 3 | Ленинский        | посёлок                      | 14        |
| 4 | Лимовое          | деревня                      | 8         |
| 5 | Старшино         | посёлок                      | 1         |
| 6 | Теляжье          | село, административный центр | ↘473      |
| 7 | Троицкое         | село                         | ↘405      |
| 8 | Юдинка           | деревня                      | 5         |